# Corcoran
Corcoran, fundada en 1914, es una ciudad ubicada en el condado de Kings en el estado estadounidense de California. En el año 2010 tenía una población de 25,692 habitantes y una densidad poblacional de 871 personas por km².

## Geografía
Corcoran se encuentra ubicada en las coordenadas 36°05′53″N 119°33′37″O / 36.09806, -119.56028. Según la Oficina del Censo, la ciudad tiene un área total de 16,6 km² (6,4 mi²), de la cual 16,6 km² (6,4 mi²) es tierra y 0 km² (0 mi²) (0%) es agua.

## Demografía
Según la Oficina del Censo en 2000 los ingresos medios por hogar en la localidad eran de $30,783, y los ingresos medios por familia eran $32,852. Los hombres tenían unos ingresos medios de $30,787 frente a los $21,792 para las mujeres. La renta per cápita para la localidad era de $13,458. Alrededor del 26.9% de la población estaban por debajo del umbral de pobreza.